# Myrsine pillansii
Myrsine pillansii Adamson – gatunek roślin z rodziny pierwiosnkowatych (Primulaceae). Występuje naturalnie w Południowej Afryce. 

## Morfologia
PokrójZimozielony krzew dorastający do 3 m wysokości.
LiścieBlaszka liściowa jest skórzasta i ma owalnie eliptyczny kształt. Mierzy 2–5,5 cm długości oraz 0,7–2 cm szerokości, jest całobrzega, ma klinową nasadę i ostry wierzchołek. Ogonek liściowy jest nagi i ma 2 mm długości.
KwiatyPojedyncze lub zebrane po 2–4 w pęczkach, wyrastają z kątów pędów. Mają 4 lub 5 działki kielicha o owalnym kształcie i dorastające do 1–2 mm długości. Płatki są 4, owalnie eliptyczne i mają 2–4 mm długości.
OwocePestkowce mierzące 2 mm średnicy, o kulistym kształcie i czarnej lub czerwonej barwie.

## Biologia i ekologia
Rośnie w lasach i zaroślach. Występuje na wysokości od 300 do 2000 m n.p.m.